# Liste der Lieder von Noah Cyrus
Die nachfolgende Liste beinhaltet alle von der US-amerikanischen Sängerin Noah Cyrus aufgenommenen und veröffentlichten Lieder mit deren Autoren, Alben und Erscheinungsjahren.

## A
| Titel                                                                | Autoren                                                                                                 | Album           | Jahr |
| -------------------------------------------------------------------- | --- | --------------- | ---- |
| Again (feat. XXXTentacion)                                           | Noah Cyrus, Jahseh Onfroy, Timothy McKenzie                                                             | —               | 2017 |
| All Falls Down (Alan Walker feat. Noah Cyrus & Digital Farm Animals) | Alan Walker, Anders Frøen, Richard Boardman, Pablo Bowman, Daniel Boyle, Sarah Blanchard, Nicholas Gale | Different World | 2017 |
| All Three                                                            | Noah Cyrus, Grady Lee                                                                                   | —               | 2020 |
| Almost Famous                                                        | Noah Cyrus, Dan Wilson, Ilsey Juber                                                                     | —               | 2017 |

## B
| Titel                                      | Autoren                                                                                                  | Album | Jahr |
| ------------------------------------------ | --- | ----- | ---- |
| Broken (Lund feat. Lil Skies & Noah Cyrus) | Noah Cyrus, Christopher Weiss, Jarett Holmes, Kimetrius Foose, Michael Weiss, Peter Harding, Robert Lund | —     | 2020 |

## C
| Titel                                                | Autoren                                                     | Album                           | Jahr |
| ---------------------------------------------------- | ----------------------------------------------------------- | ------------------------------- | ---- |
| Cannonball (mit PJ Harding)                          | Noah Cyrus, Peter James Harding                             | People Don't Change             | 2021 |
| Chasing Colors (Marshmello feat. Ookay & Noah Cyrus) | Marshmello, Abraham Laguna, Skyler Stonestreet, Chase Duddy | —                               | 2017 |
| Christmas (Baby Please Come Home)                    | Jeff Barry, Ellie Greenwich, Phil Spector                   | —                               | 2017 |
| Come On My Way (Holdan feat. Noah Cyrus)             |                                                             | I Lost My Friends in the Spring | 2019 |

## D
| Titel                                                    | Autoren                                      | Album               | Jahr |
| -------------------------------------------------------- | -------------------------------------------- | ------------------- | ---- |
| Dear August (mit PJ Harding)                             | Noah Cyrus, Peter James Harding              | People Don't Change | 2021 |
| Do You Know What Is Right? (Kid Trunks feat. Noah Cyrus) | Ant Clemons                                  | Moon                | 2020 |
| Dunno                                                    | Jon Brion, Jonathan Wayne, Malcolm McCormick | —                   | 2020 |

## E
| Titel                                         | Autoren                                                    | Album                                              | Jahr |
| --------------------------------------------- | ---------------------------------------------------------- | -------------------------------------------------- | ---- |
| Easy (mit Demi Lovato)                        | Taylor Goldsmith, Madison Love, Simon Wilcox, Matthew Bair | Dancing with the Devil... the Art of Starting Over | 2021 |
| Ecstasy (XXXTentacion feat. Noah Cyrus)       | Anneka Warburton, Jahseh Onfroy, Marcel Everett            | Bad Vibes Forever                                  | 2019 |
| Every Beginning Ends (feat. Benjamin Gibbard) | Noah Cyrus, Michael Crossey, Benjamin Gibbard              | The Hardest Part                                   | 2022 |
| Everybody Needs Someone (feat. Vance Joy)     | Noah Cyrus, PJ Harding, James Keogh                        | —                                                  | 2023 |
| Expensive (Rence feat. Noah Cyrus)            | Kellen Pomeranz, Jackson Hirsh, Jesse Finkelstein          | —                                                  | 2019 |

## F
| Titel                                  | Autoren                                           | Album | Jahr |
| -------------------------------------- | ------------------------------------------------- | ----- | ---- |
| For Once In My Life                    | Orlando Murden, Ronald Miller                     | —     | 2020 |
| fuckyounoah (feat. London on da Track) | Noah Cyrus, Amy Wadge, London Holmes, Varren Wade | —     | 2019 |

## G
| Titel    | Autoren                                                             | Album                 | Jahr |
| -------- | ------------------------------------------------------------------- | --------------------- | ---- |
| Ghost    | Brian Lee, Jaramye Daniels, Jussi Karvinen, Tushar Apte, Winona Oak | The End of Everything | 2020 |
| Good Cry | Noah Cyrus, E^ST                                                    | Good Cry              | 2018 |

## H
| Titel                                       | Autoren                                  | Album            | Jahr |
| ------------------------------------------- | ---------------------------------------- | ---------------- | ---- |
| Hardest Part                                | Noah Cyrus, Ilsey Juber, Michael Crossey | The Hardest Part | 2022 |
| How Far Will We Take It? (mit Orville Peck) | Ben Cramer, Braison Cyrus                | Stampede         | 2024 |

## I
| Titel                                                                                              | Autoren                                                          | Album                 | Jahr |
| -------------------------------------------------------------------------------------------------- | ---------------------------------------------------------------- | --------------------- | ---- |
| I Burned LA Down                                                                                   | Noah Cyrus, PJ Harding, Mike Crossey                             | The Hardest Part      | 2022 |
| I Got So High That I Saw Jesus I Got So High That I Saw Jesus (Live Recording) (feat. Miley Cyrus) | Noah Cyrus, PJ Harding                                           | The End of Everything | 2020 |
| I Got So High That I Saw Jesus I Got So High That I Saw Jesus (Live Recording) (feat. Miley Cyrus) | Noah Cyrus, PJ Harding                                           | —                     | 2020 |
| I Just Want a Lover                                                                                | Noah Cyrus, Laura Pergolizzi, Nate Campany, Thomas Schlieter     | The Hardest Part      | 2022 |
| I'm Stuck                                                                                          | Noah Cyrus, Jenna Andrews, Timothy McKenzie, Samuel Elliot Roman | —                     | 2017 |
| It's Beginning to Look a Lot Like Christmas                                                        | Meredith Willson                                                 | —                     | 2017 |

## J
| Titel | Autoren                                | Album                 | Jahr |
| ----- | -------------------------------------- | --------------------- | ---- |
| July  | Noah Cyrus, Michael Sonier, PJ Harding | The End of Everything | 2019 |

## L
| Titel                           | Autoren                                                                 | Album                 | Jahr |
| ------------------------------- | ----------------------------------------------------------------------- | --------------------- | ---- |
| Lately (feat. Tanner Alexander) | Tanner Alexander                                                        | —                     | 2018 |
| Liar                            | Noah Cyrus, Andrea Rosario, Dan Henig, Hanni Ibrahim, Patrick Patrikios | The End of Everything | 2020 |
| Live or Die (feat. Lil Xan)     | Noah Cyrus, Timothy McKenzie, Ilsey Juber, Diego Leanos                 | —                     | 2018 |
| Lonely                          | Noah Cyrus, Rollo                                                       | The End of Everything | 2019 |
| Loretta's Song                  | Noah Cyrus, Peter Harding, Michael Crossey                              | The Hardest Part      | 2022 |

## M
| Titel                                 | Autoren                                                                                       | Album                                  | Jahr |
| ------------------------------------- | --------------------------------------------------------------------------------------------- | -------------------------------------- | ---- |
| Mad At You (feat. Gallant)            | Noah Cyrus, Sarah Aarons                                                                      | Good Cry                               | 2018 |
| Make Me (Cry) (feat. Labrinth)        | Noah Cyrus, Timothy McKenzie                                                                  | —                                      | 2016 |
| Mr. Percocet                          | Noah Cyrus, Jason Evigan, PJ Harding, Sarah Hudson                                            | The Hardest Part                       | 2022 |
| My Fault (Shaboozey feat. Noah Cyrus) | Collins Chibueze, Bailey Bryan, Sean Cook, Noah Cyrus, PJ Harding, Nevin Sastry, Doug Walters | Where I've Been, Isn't Where I'm Going | 2024 |
| My Side of the Bed                    | Noah Cyrus, Peter Harding, Michael Crossey                                                    | The Hardest Part                       | 2022 |
| My Way (One Bit feat. Noah Cyrus)     | Joe Murphy, Jonty Howard, Katya Edwards, Myles Macinnes                                       | —                                      | 2017 |

## N
| Titel              | Autoren                                    | Album            | Jahr |
| ------------------ | ------------------------------------------ | ---------------- | ---- |
| Noah (Stand Still) | Noah Cyrus, Peter Harding, Michael Crossey | The Hardest Part | 2022 |

## O
| Titel                            | Autoren                                                                                                | Album                                              | Jahr |
| -------------------------------- | --- | -------------------------------------------------- | ---- |
| On Mine (Diplo feat. Noah Cyrus) | Noah Cyrus, Thomas Pentz, Karen Marie Ørsted, Henry Agincourt Allen, Julia Michaels, Maximilian Jaeger | Diplo Presents Thomas Wesley, Chapter 1: Snake Oil | 2020 |

## P
| Titel                                               | Autoren                                     | Album                         | Jahr |
| --------------------------------------------------- | ------------------------------------------- | ----------------------------- | ---- |
| Ponyo on the Cliff by the Sea (feat. Frankie Jonas) | Katsuya Kondō, Hayao Miyazaki, Joe Hisaishi | Ponyo on the Cliff by the Sea | 2010 |
| Punches (feat. LP)                                  | Noah Cyrus, Joe Janiak, Jenna Andrews       | Good Cry                      | 2018 |

## R
| Titel       | Autoren | Album            | Jahr |
| ----------- | --- | ---------------- | ---- |
| Ready to Go | Noah Cyrus, Peter Harding, Victoria Zaro, Britten Newbill, Michael Crossey, Luke Milano, Jeff Baranowski, Thomas Schlieter | The Hardest Part | 2022 |

## S
| Titel                              | Autoren                                                                                   | Album               | Jahr |
| ---------------------------------- | ----------------------------------------------------------------------------------------- | ------------------- | ---- |
| Sadness                            | Noah Cyrus                                                                                | Good Cry            | 2018 |
| Slow (Matoma feat. Noah Cyrus)     | Thomas Lagergren, Sabrina Bernstein, Danny Tenenbaum, Jayson DeZuzio, Marco "Mag" Borrero | One In a Million    | 2017 |
| Slow Train Comin‘ (mit PJ Harding) | Noah Cyrus, Peter James Harding                                                           | People Don't Change | 2021 |
| Stay Together                      | Noah Cyrus, Nicholas Gale, Emily Warren, Britt Burton                                     | —                   | 2017 |

## T
| Titel                                                                      | Autoren                                                                          | Album                   | Jahr |
| -------------------------------------------------------------------------- | -------------------------------------------------------------------------------- | ----------------------- | ---- |
| Team (feat. MAX)                                                           | Noah Cyrus, Emily Weisband, Jenna Andrews, Mike Elizondo                         | —                       | 2018 |
| The Best of You (mit PJ Harding)                                           | Noah Cyrus, Peter James Harding                                                  | People Don't Change     | 2021 |
| The End of Everything                                                      | Noah Cyrus, PJ Harding                                                           | The End of Everything   | 2020 |
| The Worst of You (mit PJ Harding)                                          | Noah Cyrus, Peter James Harding, Victoria Zaro                                   | People Don't Change     | 2021 |
| This Is Us (Jimmie Allen feat. Noah Cyrus)                                 | Noah Cyrus, Dernst „D’Mile“ Emile II, Ilsey Juber, Jordan Schmidt, Tyler Hubbard | —                       | 2020 |
| Topanga (Voice Memo)                                                       | Noah Cyrus, Ilsey Juber                                                          | Good Cry                | 2018 |
| Tulsa Time (Rokman Remix) (Billy Ray Cyrus feat. Noah Cyrus & Derek Jones) |                                                                                  | Set the Record Straight | 2017 |

## U
| Titel      | Autoren                                                     | Album            | Jahr |
| ---------- | ----------------------------------------------------------- | ---------------- | ---- |
| Unfinished | Noah Cyrus, Ilsey Juber, Daniel Dodd Wilson, Jonathan Rotem | The Hardest Part | 2022 |

## W
| Titel                                | Autoren                                           | Album                 | Jahr |
| ------------------------------------ | ------------------------------------------------- | --------------------- | ---- |
| Waiting (Jake Bugg feat. Noah Cyrus) | Jake Bugg                                         | Hearts That Strain    | 2017 |
| We Are... (feat. MØ)                 | Noah Cyrus, Savan Kotecha, Ali Payami, Max Martin | —                     | 2018 |
| Where Have You Been?                 | Noah Cyrus                                        | Good Cry              | 2018 |
| Wonder Years (feat. Ant Clemons)     | John Lennon, Paul McCartney                       | The End of Everything | 2020 |

## Y
| Titel                                        | Autoren                         | Album                 | Jahr |
| -------------------------------------------- | ------------------------------- | --------------------- | ---- |
| You Belong to Somebody Else (mit PJ Harding) | Noah Cyrus, Peter James Harding | People Don't Change   | 2021 |
| Young & Sad                                  | Noah Cyrus, PJ Harding, Rollo   | The End of Everything | 2020 |